# Richmond Renegades
Die Richmond Renegades waren ein US-amerikanisches Eishockeyfranchise aus Richmond, Virginia. Die Spielstätte der Renegades war das Richmond Coliseum.

## Geschichte
Das Franchise wurde im Jahr 1990 gegründet und nahm seinen Spielbetrieb in der ECHL auf. Cheftrainer wurde Chris McSorley, der allerdings bereits nach wenigen Partien durch Dave Allison ersetzt wurde. Die Renegades erreichten in ihrer Premierensaison 64 Punkte, womit sie den vierten Rang der East Division belegten und sich für die Play-offs qualifizieren konnten. In der ersten Runde unterlagen sie den Hampton Roads Admirals in vier Partien. In der darauf folgenden Spielzeit errangen die Renegades 67 Punkte und erreichten die Playoffs. Das Team scheiterte in der zweiten Runde, in der sie den Winston-Salem Thunderbirds in fünf Partien unterlagen. Nachdem das Team in der darauf folgenden Spielzeit wieder in der ersten Playoff-Runde scheiterte, verpassten die Renegades ein Jahr später den Einzug in die Endrunde knapp.
Die Saison 1994/95 stellte den Höhepunkt des Franchises dar – mit 89 Punkten gewann es die East Division. Nach Siegen über Columbus Chill, Roanoke Express, die Tallahassee Tiger Sharks und die Greensboro Monarchs errangen die Renegades schließlich den Kelly Cup. In der darauf folgenden Spielzeit erreichten die Renegades 115 Punkte in der regulären Saison und gewannen damit den Henry Brabham Cup. 
Bis auf die Spielzeit 1998/99, in der die Richmond Renegades die Finalspiele um den Kelly Cup erneut erreichten, überstand das Team nie mehr die zweite Playoff-Runde. Im Jahr 2003 wurde das Franchise aufgelöst.

## Team-Rekorde

### Karriererekorde
Spiele: 351  Andrew Shier
Tore: 150  Andrew Shier
Assists: 232  Andrew Shier
Punkte: 382  Andrew Shier
Strafminuten: 1356  Trevor Senn

## Bekannte Spieler
- Krys Barch
- Jan Benda
- Mike Burman
- Duane Derksen
- Dylan Gyori
- Milan Hnilička
- Phil Huber
- Ryan Kraft
- Rod Langway
- Jamie McLennan
- Graham Mink
- Peter Roed
- Reid Simonton
- Pete Vandermeer
- Bob Wren